# Teorie smluv
Teorie smluv v ekonomii zkoumá jak aktéři ekonomických rozhodnutí vytvářejí smluvní dohody, obvykle v přítomnosti informační asymetrie. Běžně se teorie smluv zařazuje pod oblast práva a ekonomie. Význačnou aplikací je potom optimální model manažerské kompenzace. Na poli ekonomickém toto téma poprvé rozebíral Kenneth Arrow, držitel Nobelovy pamětní ceny za ekonomii. V roce 2016 získali Oliver Hart a Bengt R. Holmstrom Nobelovu cenu za rozvoj teorie smluv.